# Ерос

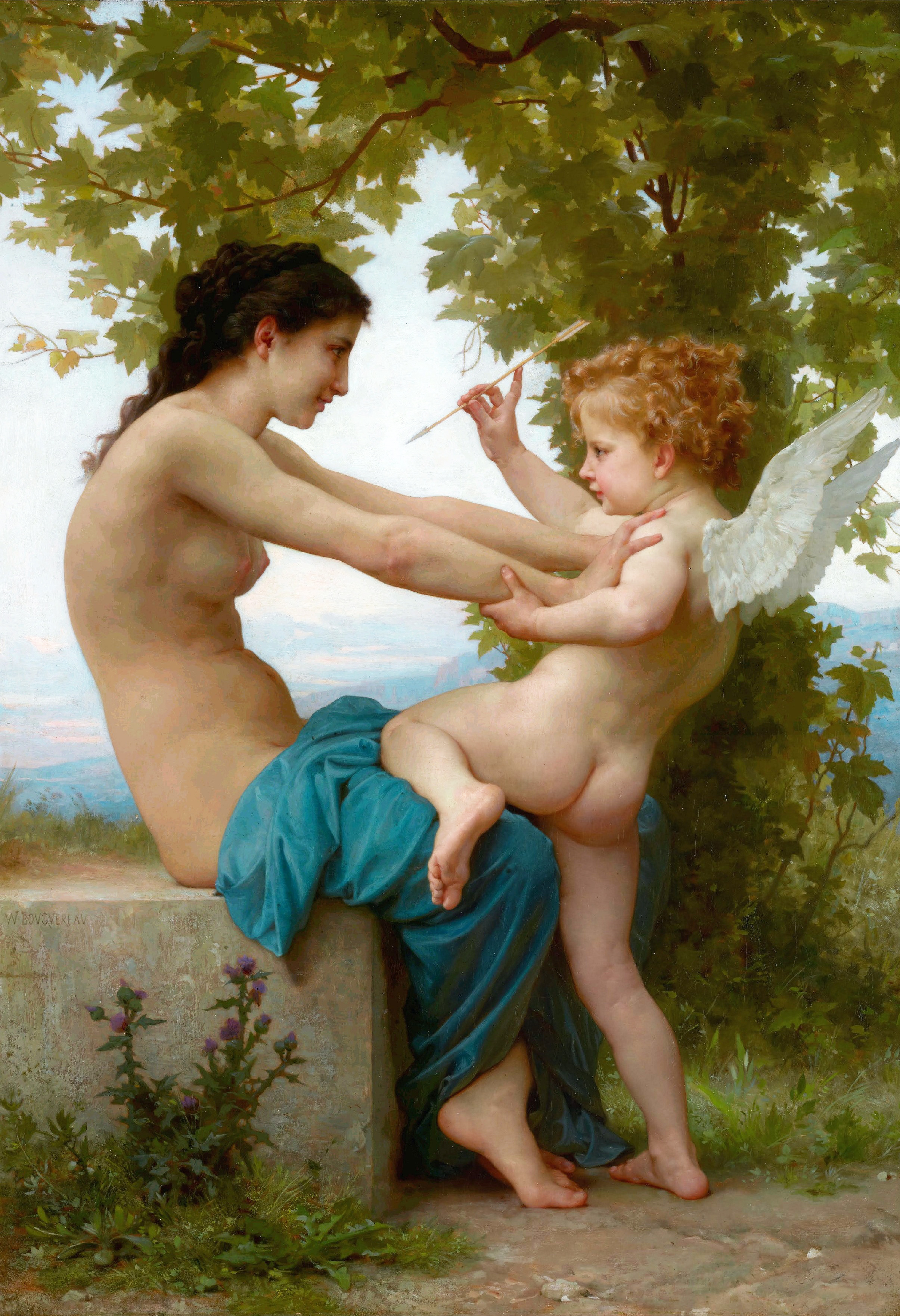
Адольф Бугро. «Дівчина, що захищається від Ероса»

Е́рос, також Еро́т (грец. Έρως, род. відм. Έρωτος) — давньогрецький бог кохання. Від імені Ероса походять слова «еротизм», «еротика», «еротичний».

## Ерос у міфах
У грецьких міфах є кілька поглядів на суть Ероса. За старовинною міфологією, він один з найдавніших богів космогонічного характеру, головна зв'язкова сила всесвіту, породження Хаосу й Урана (іноді Хаосу й Землі).
За пізнішою версією, Ерос був сином Гермеса (або Ареса) й Афродіти (рідше Зевса й Афродіти), малим, примхливим і пустотливим хлопчиком. Ще до того як греки оселилися на своїх землях, Еросу поклонявся маловідомий народ у беотійських Феспіях, у Паріумі біля Геллеспонту і в Левктрах у Лаконії, бо всюди там є сліди його прадавнього культу. У Феспіях його шанували, поклоняючись кам'яній брилі, вважали, що Ерос — син Гермеса й Артеміди. Гесіод пише, що Ерос належить до найстаршого покоління богів. За одним переказом, Зевс хотів убити новонародженого Ероса, але Афродіта сховала немовля в густому лісі, де його вигодували левиці. Ерос панує як над природою, так і над світом людей і богів, керуючи їхніми серцями й волею.

## Культ Ероса
Його вважали за благодійного бога весни, який запліднює землю і творить нове життя. У Феспіях кожного четвертого року влаштовувались еротидії, що супроводилися гімнастичними й музичними змаганнями. Крім того, Ерос як бог кохання й дружби шанувався у гімнасіях, де його статуї ставили поряд із зображеннями Гермеса й Геракла. Перед боєм спартанці і крітяни приносили Еросові жертву; фіванці вважали його своїм покровителем.
Тільки у 5 столітті до н. е. Ерос з'являється в мистецтві. Спочатку як підліток, ще без крил, з квіткою, лірою, вінком або запаленим смолоскипом, пізніше — з крильцями, луком та стрілами. Образ Ероса набув розвитку в Скопаса, Праксітеля та Лісіппа. Скопас спорудив статую Ероса в Мегарах, а Праксітель зробив скульптуру для Паріума. Взаємна любов юності знайшла символічне зображення в групі Ероса й Антероса, яка стояла в єлісейському гімнасії. Пізніше Ерос пов'язується з міфом про Психею (душу), яка після важких випробувань стала його дружиною. В елліністичну добу склалось уявлення про багатьох Еросів (у римлян — амурів та купідонів).
Ерос був улюбленою темою філософів, поетів і художників усіх часів. Відомі картини Рафаеля, Корреджо, Тіціана, Гвідо Рені, Греза та ін. Ерос і Психея відображені в античному романі Апулея «Золотий осел» (2 ст. до н. е.), а також у музиці (опери Каваллі, Люллі та ін.).